# Réaction du gaz à l'eau
La réaction du gaz à l'eau est une réaction chimique convertissant un mélange de monoxyde de carbone (CO) et de vapeur d'eau (H2O) en un mélange de dioxyde de carbone (CO2) et d'hydrogène (H2) :
CO + H2O ⟶ CO2 + H2.
La réaction est légèrement exothermique, libérant 42 kJ/mol.
C'est une réaction importante, se produisant notamment lors du vaporeformage du méthane ou d'autres hydrocarbures.  Elle survient également dans le procédé Haber-Bosch (production de l'ammoniac).
La réaction du gaz à l'eau a été découverte par le physicien italien Felice Fontana en 1780,.

## Applications potentielles
Cette réaction a été proposée pour éliminer le CO des piles à combustible.
La réaction du gaz à l'eau inverse (connue en anglais comme reverse water gas shift reaction, RWGSR ou RWGS reaction) a, quant à elle, été proposée comme solution pour produire l'oxygène du projet Mars Direct, un programme ambitieux conçu au départ par la NASA dans les années 1990 pour étudier la faisabilité et fixer les bases d'une mission habitée vers Mars, en développant notamment les technologies d'utilisation des ressources in situ (ISRU).

## Conditions opératoires
La réaction du gaz à l'eau est sensible aux variations de température, l'élévation de celle-ci ayant tendance à déplacer l'équilibre vers la gauche en vertu du principe de Le Chatelier. Il y a donc un intérêt pour développer des procédés à basse température. 
Historiquement, ce procédé se fait à haute température en utilisant un catalyseur robuste à base de fer, mais l'accroissement des coûts de l'énergie, le développement de nouveaux catalyseurs plus actifs à base de cuivre et les normes environnementales sur les rejets soufrés a entraîné le développement de nouveaux procédés en deux étapes :
- étape haute température (environ 350 °C) avec catalyseur tétroxyde de trifer Fe3O4 et oxyde de chrome(III) Cr2O3 ;
- étape basse température (environ 190 à 210 °C) avec catalyseur cuivre sur oxyde de zinc (ZnO) mélangé à de l'alumine (Al2O3)[4].

Le catalyseur à base de zinc est très sensible au soufre, il faut donc limiter sa teneur dans le gaz de synthèse et surveiller le réacteur pour suivre la désactivation du catalyseur dans le second réacteur.